# Мавзолей султана Санджара
Мавзолей султана Санджара (туркм. Soltan Sanjar ýadygärligi) — мавзолей одного из самых известных сельджукских султанов Ахмада Санджара, расположенный в древнем городе Мерв, на территории Государственного историко-культурного парка «Древний Мерв» рядом с современным городом Байрамали, Туркменистан.

## История мавзолея

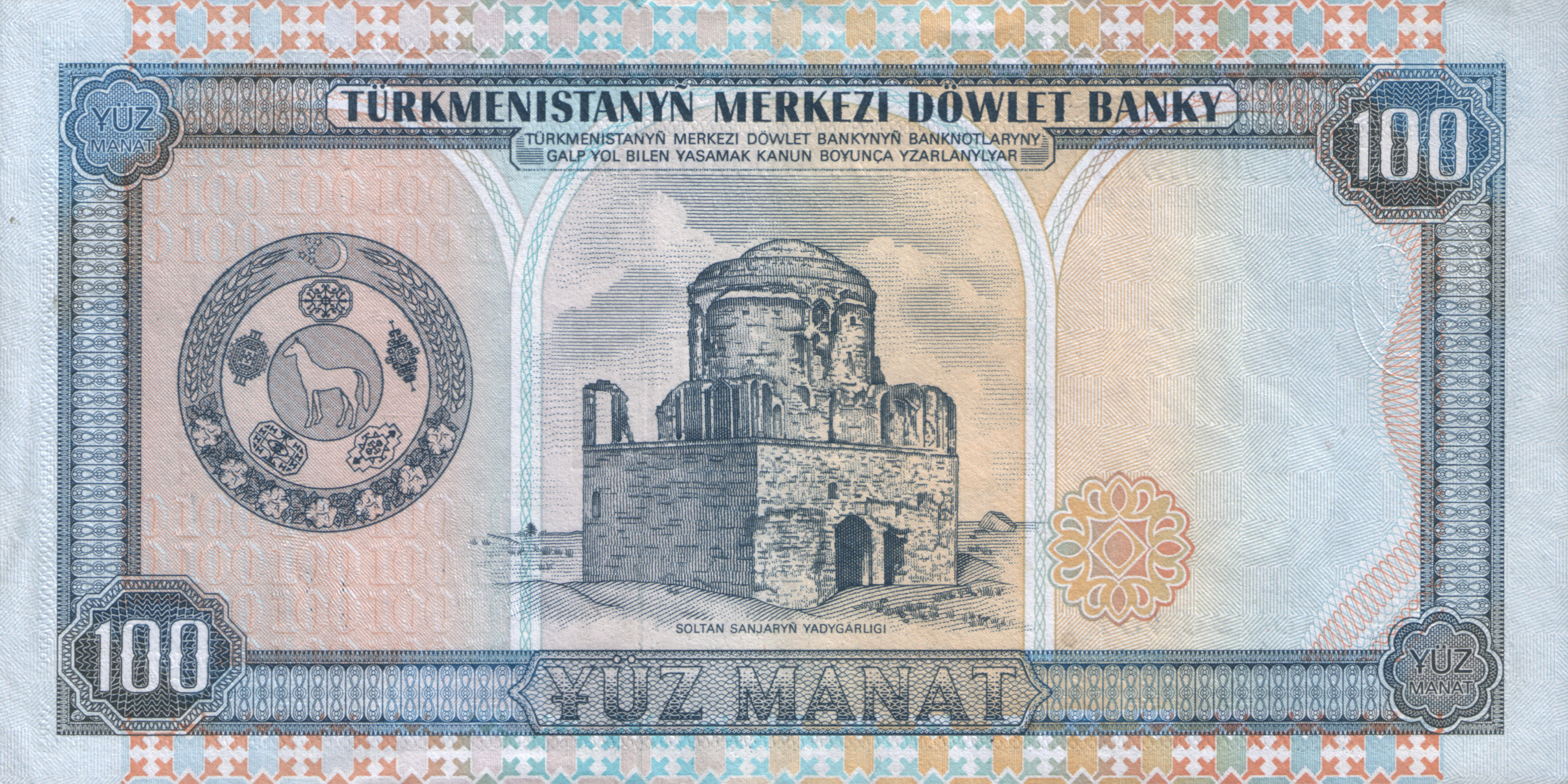
Изображение мавзолея на 100 туркменских манат

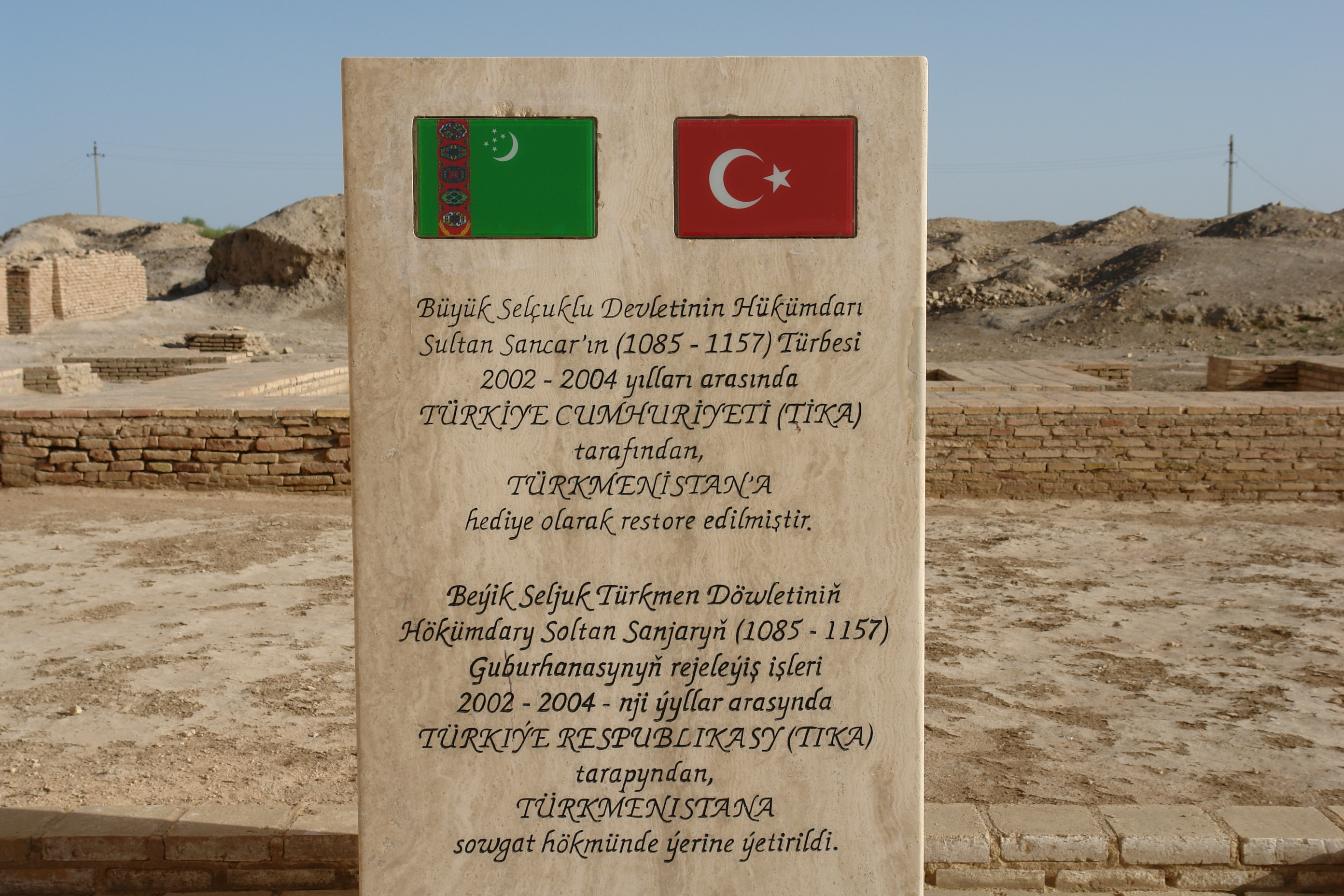
Памятная табличка правительства Турции, после реконструкции в 2004 году

Султан Санджар сам распорядился построить мавзолей и нарёк его «Дар ал-ахира» («Дом загробной жизни»). В 1157 году его похоронили. Мавзолей был разрушен монголами при вторжении в Хорезм в 1221 году. Прах султана был перезахоронен в неизвестном месте. Под надгробной плитой мавзолея до сих пор пусто. В 2004 году памятник был отреставрирован при содействии Турецкого агентства по сотрудничеству и развитию (ТИКА).

## Внешнее и внутреннее убранство
Мавзолей расположен в центре городища Султан-Кала. По виду напоминает средневековый небоскреб, кубической формы, увенчан двухъярусным куполом с бирюзовой облицовкой. Под куполом проходят трехъярусные, сквозные галереи, в виде чередующихся ажурных арок. Символически купол обозначал небосвод. Стены в толщину у основания — 5 метров . В длину — 27 метров. Общая высота мавзолея составляет 38 метров.

## Мавзолей сегодня
Сегодня мавзолей является местной достопримечательностью, которую посещает много туристов.

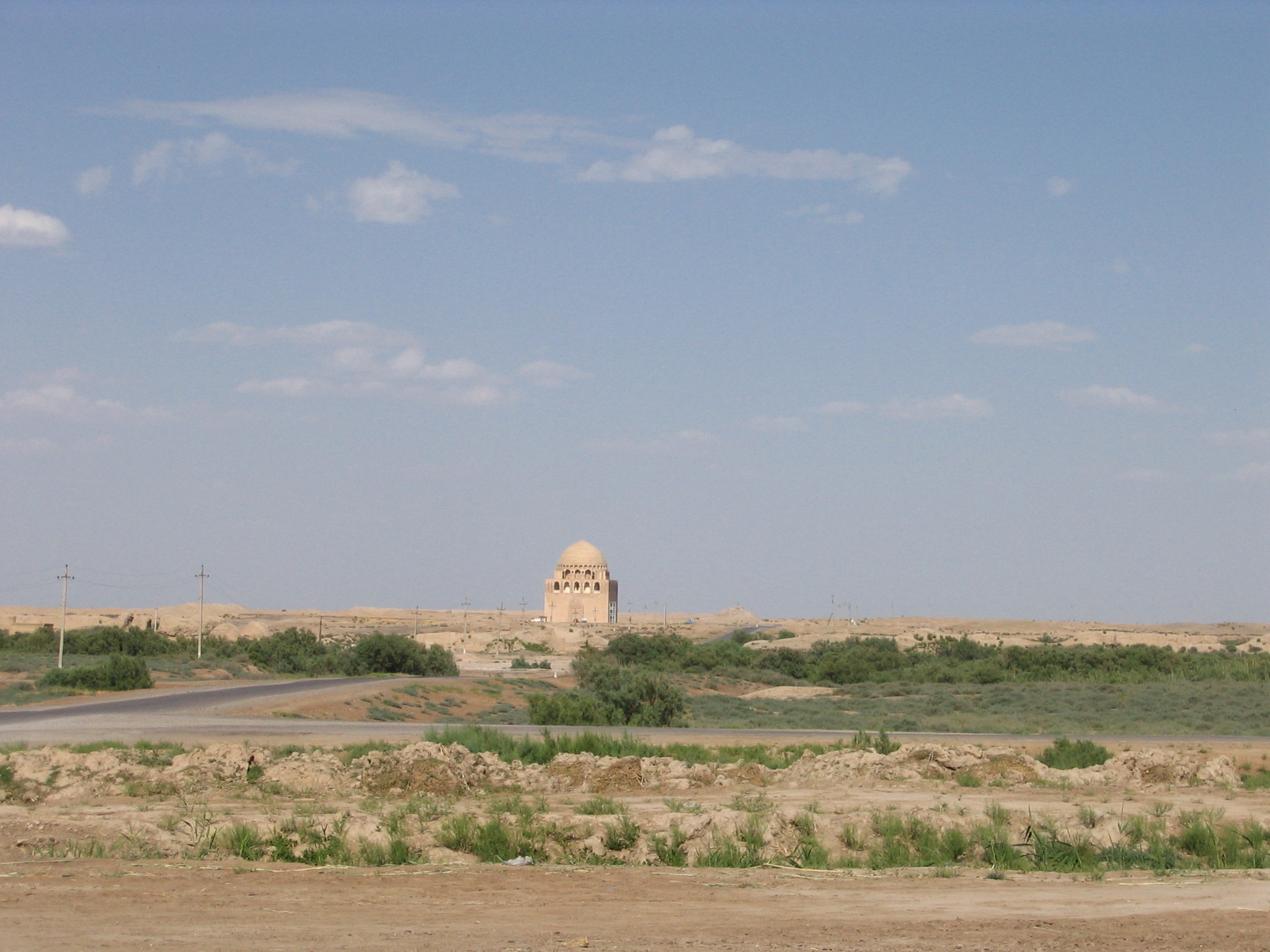
Мавзолей со смотровой площадки
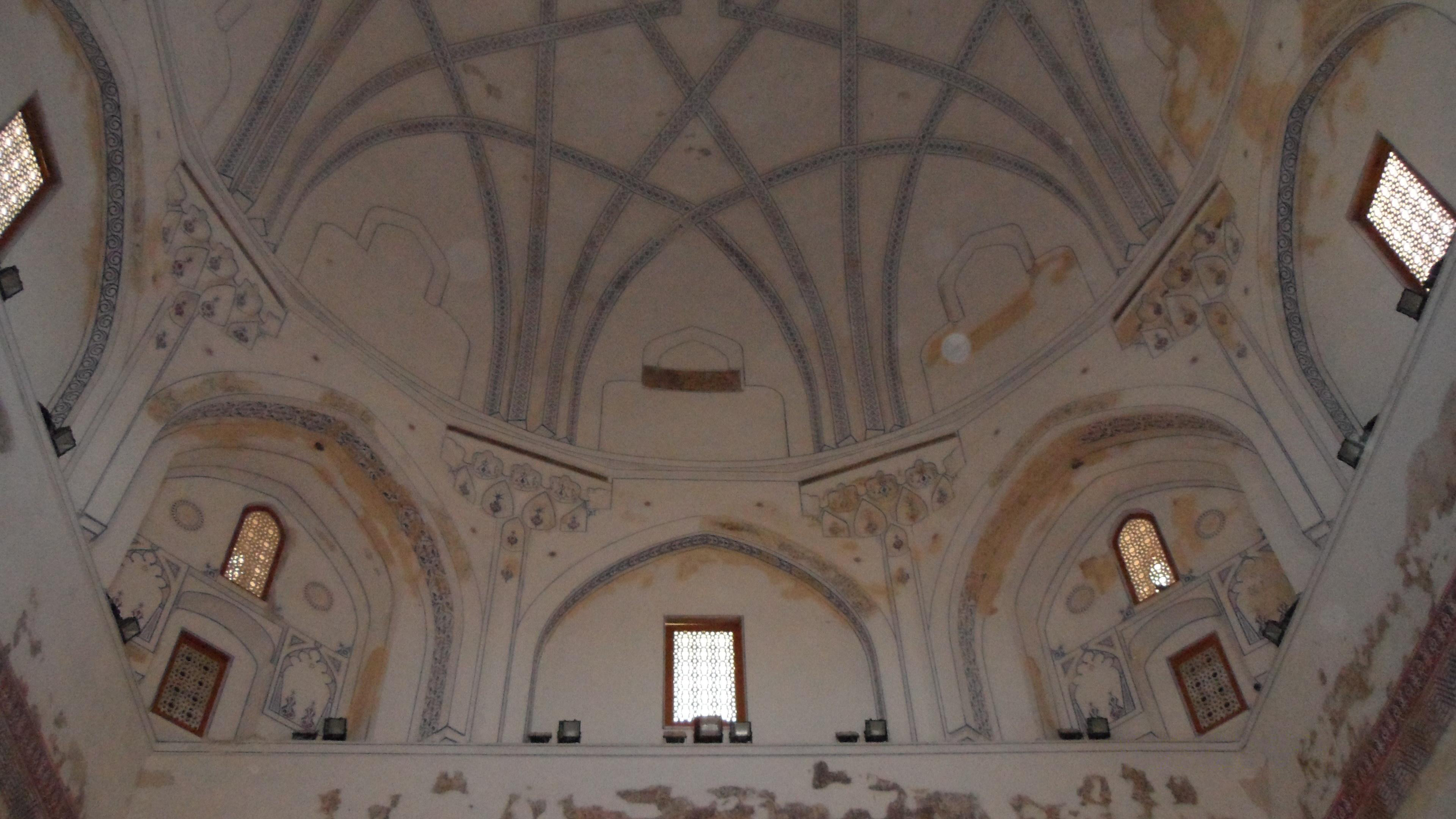
Внутренне оформление
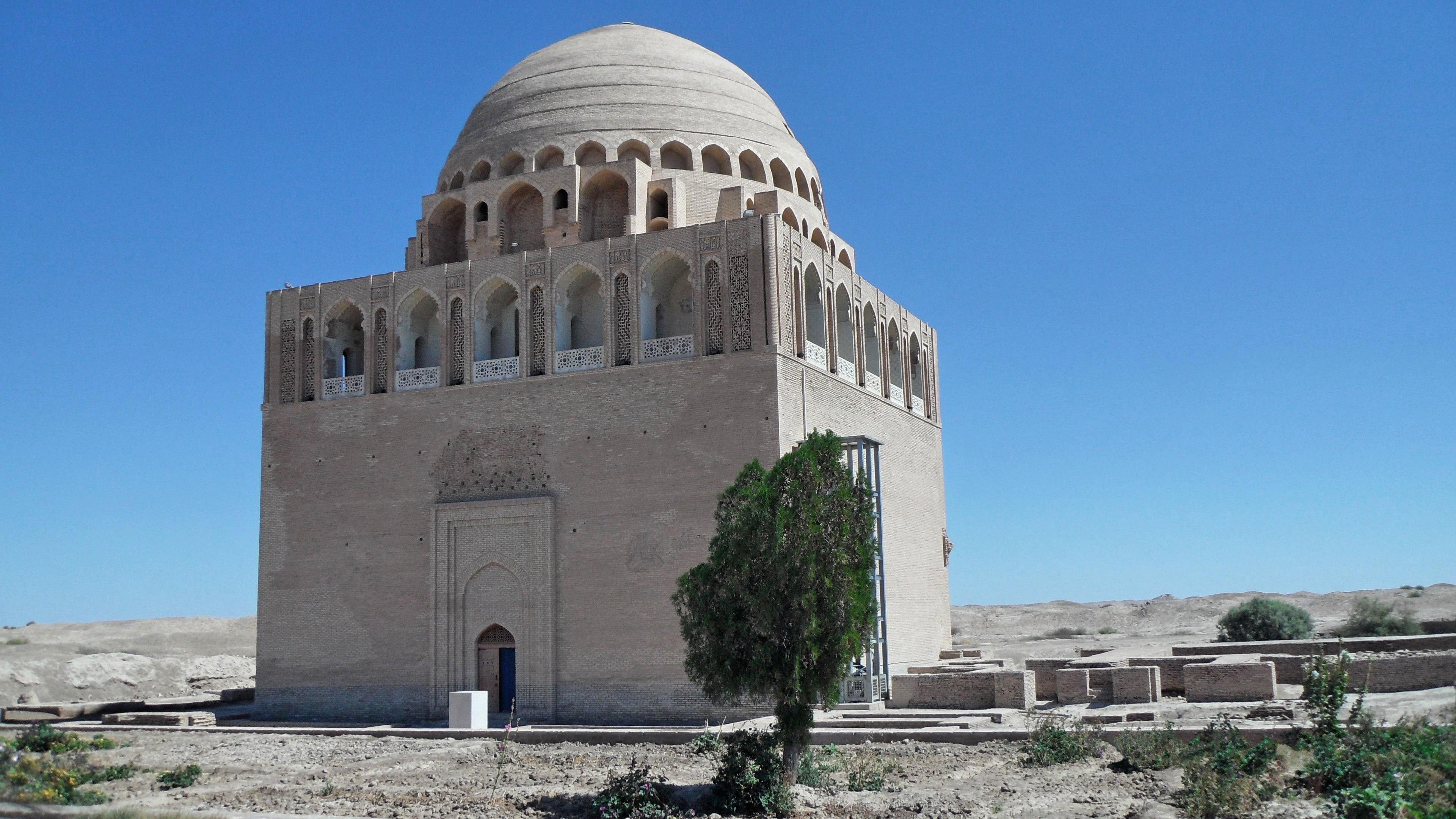
Мавзолей